# Saint-Félix-de-l’Héras
Saint-Félix-de-l’Héras település Franciaországban, Hérault megyében. Lakosainak száma 32 fő (2022. január 1.). Saint-Félix-de-l’Héras Le Caylar, Le Cros, Lauroux, Pégairolles-de-l’Escalette és Les Rives községekkel határos.

## Népesség
A település népessége az elmúlt években az alábbi módon változott:
| Lakosok száma | 45   | 28   | 35   | 33   | 35   | 35   | 34   | 34   | 33   | 32   |
|               | 1968 | 1982 | 1990 | 2006 | 2013 | 2015 | 2017 | 2019 | 2020 | 2022 |